# 紀元前235年
紀元前235年（きげんぜん235ねん）は、ローマ暦の年である。

## 他の紀年法
- 干支 : 丙寅
- 日本
  - 皇紀426年
  - 孝霊天皇56年
- 中国
  - 秦 - 始皇12年
  - 楚 - 幽王3年
  - 斉 - 斉王建30年
  - 燕 - 燕王喜20年
  - 趙 - 幽繆王元年
  - 魏 - 景湣王8年
  - 韓 - 韓王安4年
- 朝鮮 :
- ベトナム :
- 仏滅紀元 : 312年
- ユダヤ暦 :

## できごと

### 共和政ローマ
- 執政官ティトゥス・マンリウス・トルクァトゥスが中心となり、平和を示すため史上初めてヤヌス神殿の門が閉められた。

### アナトリア
- アッタロス1世の下で、ペルガモン王国が勢力と地位を増してきた。

### ギリシア
- シキュオンのアラトス（英語版）によってメガロポリスがアカイア同盟に参加した。
- 行政官リュサンドロスは神からの啓示を受け、スパルタ王レオニダス2世に対抗すると宣言し、レオニダスは裁判から逃げるため姿をくらませた。レオニダスは不在中に王位を追われ、義理の息子のクレオンブロトス2世が王位に就いた。

### 中国
- 蜀への流刑が決定した呂不韋が毒を飲んで自殺した。
- 秦で嫪毐の旧部下で蜀に流されていた者たちが復帰した。
- 秦で6月から雨が降らず、8月にいたった。
- 秦が4郡の兵を発して魏を助け、楚を攻撃した。

### 文学
- 古代ローマの叙事詩人、劇作家であるグナエウス・エナウィウスの作品が初めて上演された。

## 死去
- レオニダス2世、スパルタ王
- 呂不韋、秦の政治家